# Akumulacijsko jezero Fierza
Umjetno jezero Fierza (alb. Liqeni i Fierzës) je Umjetno jezero u Albaniji i na Kosovu. Rijeka Drim i dijelovi Bijelog i Crnog Drima također protiču kroz akumulaciju. Veličina jezera je 72.6 km2, od čega 2.46 km2 pripadaju Kosovu. Dugo je 70 km, a duboko do 128 m. Na albanskoj strani jezera ima mnogo kanjona i nekoliko malih otoka. Brana je visoka 167 m. Godine 2014. Vijeće Kukeskog okruga proglasilo je jezero Regionalnim parkom prirode.
Akumulacija je nastala kao rezultat izgradnje hidroelektrane Fierza 1978. godine od strane albanske vlade.